# Gnëzdovo
Gnëzdovo è un villaggio dello Smolenskij rajon.